# Marouan Azarkan
Marouan Azarkan (* 8. Dezember 2001 in Rotterdam) ist ein niederländischer Fußballspieler. Er spielt seit seiner Jugend für Feyenoord Rotterdam und ist niederländischer Nachwuchsnationalspieler.

## Karriere

### Verein
Im Alter von elf Jahren kam Marouan Azarkan in die Fußballschule von Feyenoord Rotterdam und erhielt am 2. Mai 2018 im Alter von 16 Jahren einen Profivertrag. Am 15. September 2019 gab er im Alter von 17 Jahren beim 3:2-Heimsieg im Nachbarschaftsduell gegen ADO Den Haag sein Debüt in der Eredivisie, als er in der 72. Minute für Luis Sinisterra eingewechselt wurde. Da am 21. April 2019 die Saison abgebrochen wurde, blieb diese Partie für Azarkan, der in dieser Saison noch für die A-Jugend spielberechtigt war, sein einziger Einsatz für die Profimannschaft von Feyenoord Rotterdam.

### Nationalmannschaft
Von 2015 bis 2016 spielte Marouan Azarkan siebenmal für die niederländische U15, daraufhin lief er bis 2017 für die U16 der Niederländer auf. Für beide Auswahlmannschaften gelang ihm jeweils ein Tor. Nachdem Azarkan im Jahr 2018 drei Spiele für die U18 der Niederlande absolvierte und zwei Tore schoss, spielt er derzeit für die niederländische U19-Nationalmannschaft.